# Сердце (туманность)
Туманность «Сердце» или Туманность «Бегущая собака», IC 1805 , S2-190 — эмиссионная туманность, которая находится на расстоянии 7500 световых лет от Земли. Находится в рукаве Персея в галактике Млечный Путь в созвездии Кассиопея. Эта туманность испускает светящийся газ и тёмные полосы пыли. Туманность образована из плазмы ионизированного водорода и свободных электронов.
Отдельная яркая часть туманности (правый верхний угол) классифицируется отдельно как NGC 896, так как данная часть туманности была обнаружена ранее остальной.
В центре туманности расположена небольшая группа звёзд, от которой исходит интенсивное красное излучение. Это скопление звёзд, известное как Melotte 15 содержит несколько ярких звёзд, которые в 50 раз массивнее Солнца, а также множество других тусклых звёзд, масса которых составляет лишь часть массы Солнца. В рассеянном скоплении находится микроквазар.

## Галерея

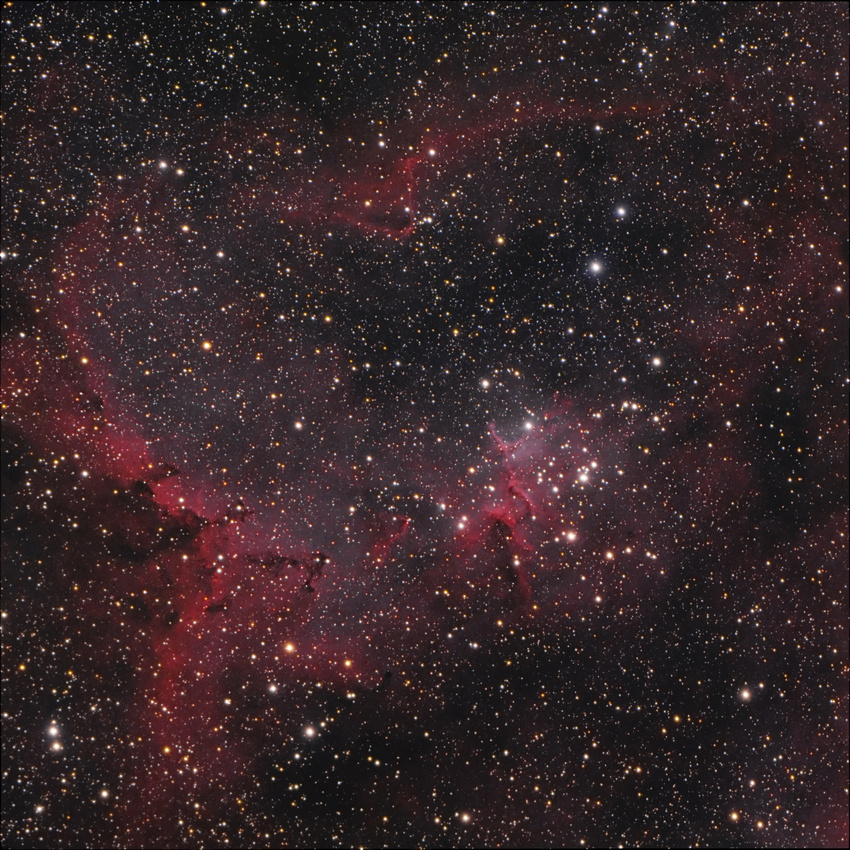
Рассеянное звёздное скопление Melotte 15 в центре IC 1805
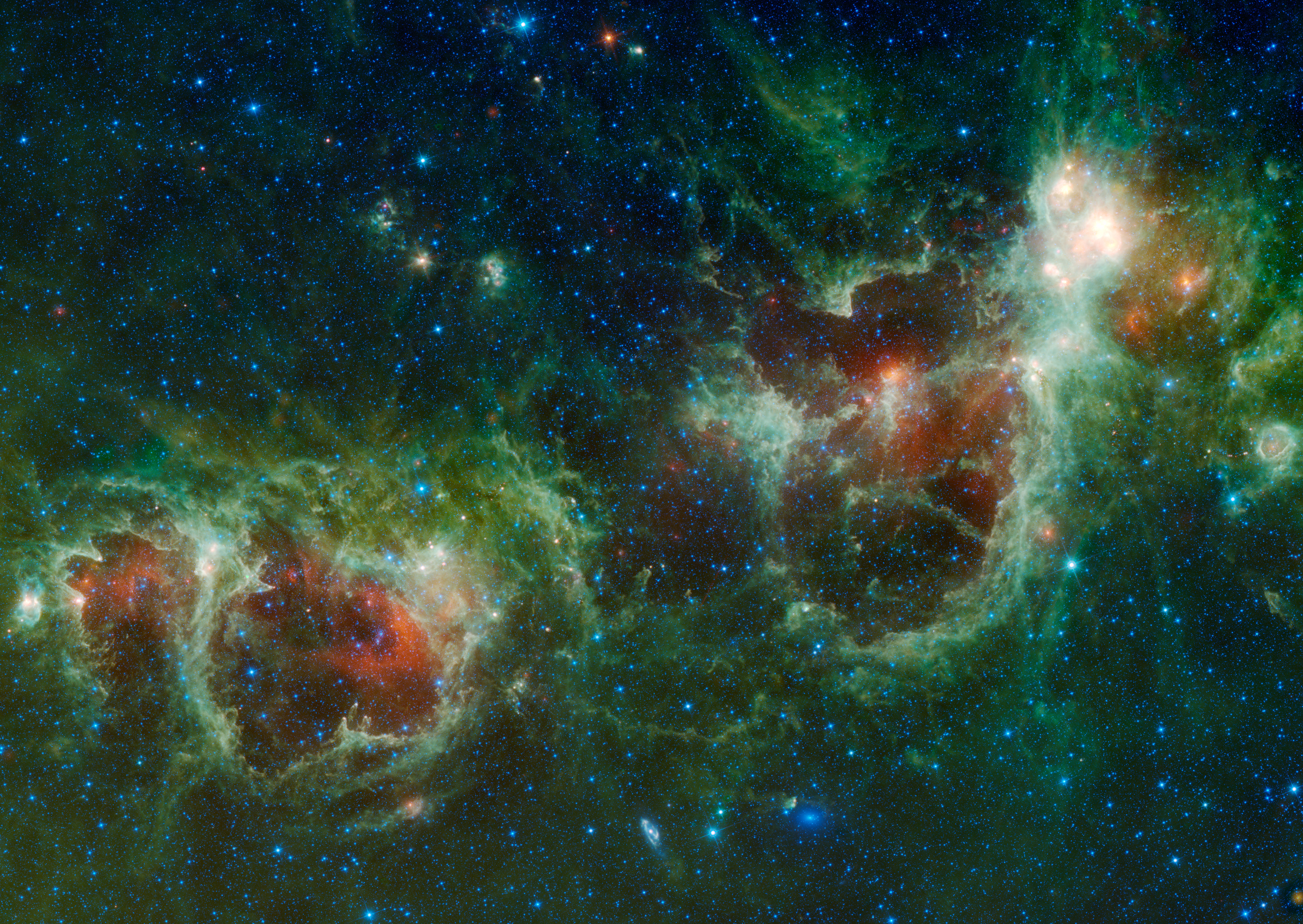
Снимок туманностей «Сердце» и «Душа» в инфракрасном диапазоне, сделанный космическим телескопом WISE